# Primavera sacra
La Primavera Sacra (Ver Sacrum in latino) era un rituale di natura sociale e religiosa, diffuso almeno dall'Età del bronzo e comunemente praticato da diversi popoli dell'Italia antica, che comportava la migrazione di una parte di una comunità al fine di dedurre nuove colonie. Nelle società agro-pastorali arcaiche il ricorso alla Primavera Sacra permetteva di mantenere l'equilibrio tra la popolazione residente in un territorio e le risorse ivi disponibili, evitando che la penuria di cibo provocasse il collasso dell'intera comunità.

## Descrizione
(Dionigi di Alicarnasso, Antichità Romane, 1. 16. 2-3)
Il rituale veniva celebrato solo qualora le circostanze lo rendessero necessario, e dunque, come riferisce Dionigi, in caso di evidente sovrappopolazione di una comunità oppure in occasione di carestie o per scongiurare altri pericoli particolarmente gravi. Il rituale, che seguiva evidentemente una decisione politica della comunità, aveva inizio con un voto solenne ad una divinità, mediante il quale tutti i frutti della terra, tutti gli animali d'allevamento e tutti gli esseri umani nati durante la successiva primavera (in latino ver) erano promessi al dio e ad esso consacrati. Le primizie erano offerte alla divinità o consumate in pasti rituali, gli animali venivano immolati mentre i bambini erano da quel momento cresciuti come sacrati (cioè protetti dagli dei) fino a che, giunti all'età adulta, erano costretti ad emigrare per fondare nuove comunità in altri luoghi. La migrazione era guidata secondo una procedura totemica: si interpretavano i movimenti ed il comportamento di un animale-guida per trarne auspici e indicazioni sulla direzione del viaggio. Ogni tribù aveva un animale sacro agli dei: per alcuni Sanniti era il toro, per gli Irpini il lupo, per i Piceni il picchio e così via.
Alcuni studiosi dell'Ottocento hanno ipotizzato che, almeno nelle fasi più antiche, le comunità sovrappopolate facessero ricorso a sacrifici umani di bambini e che la pratica della migrazione si sia diffusa solo successivamente, quando i mutamenti dei costumi resero il sacrificio di esseri umani moralmente inaccettabile. Il ricorso al Ver Sacrum è spesso chiamato in causa dagli studiosi per spiegare il fenomeno delle migrazioni dei popoli indoeuropei attraverso l'Europa e la penisola italiana.

## Diffusione tra le popolazioni antiche
Questo rituale era diffuso presso i Sabini ma sporadicamente praticato anche dai Romani; traeva origine da una promessa al dio Mamerte (il dio Marte presso gli Osci), al quale erano consacrati tutti i nati tra il 1º marzo ed il 1º giugno.
Con il voto della Primavera Sacra, praticato anche dagli Aborigeni,, sarebbero nate nell'età del ferro varie popolazioni arcaiche. La tradizione afferma che le popolazioni di cultura appenninica, in particolare i Sabini, abbiano originato altre popolazioni. Il primo caso documentato da uno storico antico (Strabone Geographica V,4,12) è quello della nascita dei Sanniti: 
Quanto ai Sanniti, viene riportata anche una tradizione secondo la quale i Sabini, da molto tempo in guerra contro gli Umbri, fecero voto, come fanno alcune popolazioni greche, di consacrare ciò che sarebbe nato in quell'anno. Dopo la vittoria infatti immolarono parte degli animali nati e consacrarono il resto. Sopraggiunta però una carestia, qualcuno disse che occorreva consacrare anche i figli. Essi lo fecero, e votarono a Marte i figli nati in quel periodo. Quando questi furono adulti li inviarono a fondare una colonia. Li guidava un toro, che si fermò nella terra degli Opici, i quali vivevano in villaggi. Espulsero allora gli abitanti del luogo e vi si insediarono stabilmente. Secondo il responso degli indovini, sacrificarono il toro a Marte che lo aveva dato loro come guida. Probabilmente per questo motivo ricevettero anche il nome di Sabelli, diminutivo di quello dei loro padri.
Non è un caso che i Sanniti stessi si autodefinivano "Saphini". Come sopra accennato avevano come totem il toro selvaggio e occuparono aree comprese all'interno delle odierne regioni dell'Abruzzo meridionale, del Molise e della Campania.
Una «primavera sacra» è alle origini leggendarie anche di altre popolazioni italiche, come i Picentes (PLINIO, Naturalis historia, III, 110; STRABONE, V, 4, 2; PAOLO DIACONO, Excerpta, 235 L. (1913))  e gli Hirpini (STRABONE, V, 4, 12; PAOLO DIACONO, Excerpta, 93 L. (1913); SERVIO,Commentarii, XI, 785), alle quali veniva riconosciuta una discendenza, diretta o mediata, dai Sabini.
I Piceni, che ebbero come totem il picchio, popolarono tutto il territorio compreso tra il fiume Foglia e il fiume Salino, giungendo quindi a dare unità etnica a tutte le attuali Marche; per questo motivo lo stemma della regione Marche è il picchio verde. 
Il popolo degli Irpini, il cui totem fu il lupo (hirpus), occuparono l'attuale Irpinia.
I racconti mitologici legati alla pratica rituale, e le modalità con le quali venivano effettuati i sacrifici, sono diversi tra le varie popolazioni.